# Темба Дламини
Абсалом Темба Дламини е министър-председател на Свазиленд от 26 ноември 2003 до 16 октомври 2008 година.
Дламини е завършил през 1978 г. Университета на Свазиленд в столицата Мбабане, където получава бакалавърска степен по търговия. Учил е и в Найроби, Кения, откъдето има магистърска степен (1987).
Преди премиерската длъжност е заемал ръководни постове в редица учреждения, като централната банка на Свазиленд, компанията за индустриално развитие на Свазиленд и др. Работил е и в частния сектор. Бил е член и председател на съвета на директорите на компании – за производство на захар, банкерство и др.
След като напуска правителството, става управляващ директор на компанията Tibiyo TakaNgwane.